# Hermathena oweni
Hermathena oweni är en fjärilsart som beskrevs av William Schaus 1913. Hermathena oweni ingår i släktet Hermathena och familjen Riodinidae. Inga underarter finns listade i Catalogue of Life.